# 3001. Végső űrodisszeia
A 3001. Végső űrodisszeia (3001: The Final Odyssey) az Űrodisszeia sci-fi regénysorozat befejező része. Arthur C. Clarke írta 1997-ben.
1000 év telt el azóta, hogy a Holdon felfedezték a monolitot, az idegenek által készített tárgyat, mely az emberiséget elindította a civilizáció felé vezető úton. Egy kutatóhajó az űrben egy tárgyat talál, ami, vagy inkább aki, nem más, mint Poole űrhajós, aki a balul sikerült 2001-es Jupiter küldetésnél tűnt el. Az űrhajós megfagyva, teljesen sértetlenül vészelte át az elmúlt 1000 évet.
A tudósok kiolvasztják, remélve, hogy sikerül életben tartaniuk és választ ad néhány olyan kérdésre, melyet már 1000 éve nem tudnak megválaszolni. A terv sikerül, Poole újra él. Az exűrhajós megdöbbenve figyeli, mi minden változott az elmúlt egy évezredben. És segít kideríteni, mi is a Monolit igazi célja.

## Cselekmény
|  | Alább a cselekmény részletei következnek! |

A regény egy rövid prológussal kezdődik, amely a fekete monolitokat létrehozó, Elsőszülötteknek nevezett bioformákat írja le. Ők az "őslevesből" fejlődtek ki, és évmilliók alatt váltak űrhajós fajjá. Mivel felfogták, hogy semmi sem értékesebb az "elménél", bárhová is mentek, katalizálták az intelligens fajok evolúcióját, növelve az intelligens fajok túlélési esélyeit. Miután meglátogatták a Földet, az Elsőszülöttek megtalálták a módját annak, hogy beleivódjanak a tér és az idő szövetébe, és gyakorlatilag halhatatlanná váltak. Eközben a monolitok - amelyekről feltételezhetően a teremtőik megfeledkeztek, amikor magasabb létállapotba emelkedtek - továbbra is vigyáztak alattvalóikra.
A 3001. Végső űrodisszeia Frank Poole, a 2001: Űrodüsszeia című filmben a HAL 9000 számítógép által megölt űrhajós kalandjait követi. Egy évezreddel később Poole fagyasztva szárított testét a Kuiper-övben egy üstökösgyűjtő űrhajó, a Góliát fedezi fel, és újraéleszti. Poole-t hazaviszik, hogy megismerje a Földet a 3001-es évben. Néhány figyelemre méltó jellemzője a BrainCap, egy agy-számítógép interfész technológia; genetikailag módosított dinoszaurusz szolgák; és négy gigantikus űrlift, amelyek egyenletesen helyezkednek el az Egyenlítő körül. Az emberek a Ganymedes és a Callisto Jovian-holdakat is kolonizálták. Az 1999-ben a Holdon talált fekete monolitot, a TMA-1-et 2006-ban a Földre hozták, és a New York-i ENSZ épülete előtt helyezték el.
Poole beilleszkedik a 3001-es társadalomba, de egy barátja arra ösztönzi, hogy látogasson el újra az Europára, a születő élet bölcsőjére, ahonnan a monolit csaknem ezer évvel korábban kitiltotta az emberiséget. Úgy véli, ő lehet az első ember, akinek megengedik, hogy ellátogasson oda. Az Europán David Bowman és a számítógép HAL 9000 hangja fogadja, akik mostanra egyetlen entitássá váltak - Halman -, és digitalizált életformaként élnek a monolit számítógépes mátrixában. Az ezt követő beszélgetések során megtudja, hogy maguk a monolitok is mechanizmusok, amelyek egy ismeretlen felsőbbrendű monolitnak, vagy talán életformáknak felelnek, közel 450 fényévnyire innen.
Harminc évvel később Poole nős, és tagja annak a kis csapatnak, amely az Europa megfigyeléséért felelős. Halman kapcsolatba lép vele, hogy figyelmeztesse, hogy a 2010-es és 2061-es események utána a joviani monolit jelentést küldött a felettes monolitnak, amely részleteket tartalmazott az emberi fajról az első kapcsolatfelvétel után. Mivel ez a jelentés nem sokkal a 20. századi háborúk után történt, Halman úgy véli, hogy a 900 éves körutazás után most kapott válasz utasítást tartalmaz az emberiség elpusztítására, annak mint fajnak a kudarca miatt.
Mivel nem tudják, hogy fizikailag tudnak-e ártani a Monolitnak, az Europa-csapat inkább úgy dönt, hogy - számítási mechanizmusként - megfertőzik egy számítógépes vírussal. Poole megkéri Halmant, hogy trójai falóként működjön közre, és helyezze el egy számítógépes vírust a monolit belsejében, ahol az majd végrehajtódik. Megfelelő számítógépes és biológiai vírusok már léteznek a Pico Vaultban, egy ultrabiztonságos raktárban a Holdon, amelyet a legveszélyesebb ilyen jellegű ágensek tárolására használnak. Az Europa-csapat beleegyezik abba is, hogy egy petabájt kapacitású holografikus 3D-s adathordozót hagynak az Európán, hogy Halman és a monolitban lévő más életformák feltölthessék magukat, és megmenekülhessenek a monolit meghibásodása elől.
A monolit valóban megkapja a parancsot az emberiség kiirtására, és elindítja a duplikációt, mire monolitok milliói két kaszkád képernyőt alkotnak, hogy megakadályozzák, hogy a Nap fénye és hője elérje a Földet és a kolóniákat, de a monolitok mind gyorsan szétesnek a vírus hatására. A monolitok készítőinek a pusztulásra adott válasza legkorábban 900 év múlva következik be.
A Halmant és más életformákat tartalmazó, de a vírussal szintén megfertőzött petabájtos tárolóeszközt a tudósok ezt követően a Pico páncélterembe zárják. A történet végén Poole és más emberek leszállnak az Europára, hogy békés kapcsolatokat kezdjenek a primitív őslakos európaiakkal. Kijelentik, hogy a monolit készítői csak "az utolsó napokban" fogják eldönteni az emberiség sorsát.
|  | Itt a vége a cselekmény részletezésének! |

## Adaptációk
2000-ben a Yahoo! arról számolt be, hogy az MGM és a színész/rendező Tom Hanks tárgyalásokat folytatnak a 2010. Második űrodisszeia és a 3001. Végső űrodisszeia filmre viteléről, Hanks állítólag Frank Poole-t alakította volna a 3001. Végső űrodisszeia filmben. Egy 2001-es frissítés szerint a projektet nem fejlesztették tovább.

## Magyarul
- 3001. végső Űrodisszeia; ford. Németh Attila; N&N, Bp., 1999 (Möbius)